# Armada de Brandeburgo

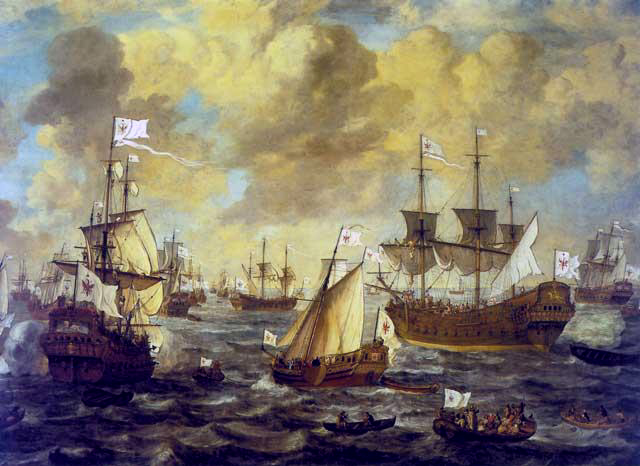
La Armada de Brandeburgo en mar abierto, 1684.

La Armada de Brandeburgo fue la marina de guerra del Margraviato de Brandeburgo en Alemania desde el siglo XVI hasta 1701, cuando se convirtió en parte de la Armada Prusiana.
La marina fue originalmente reunida cuando los gobernantes Hohenzollern de Brandeburgo empezaron a crecer en importancia y por el deseo de tener el prestigio y seguridad de tener una fuerza de defensa naval adecuada. Durante el siglo XVII, la armada fue de gran utilidad en numerosas batallas en el mar Báltico, y también sirvió a los intereses de las colonias de Brandeburgo en África (especialmente en la Costa de Oro brandeburguesa) y en el Caribe. La armada también protegió la participación de Brandeburgo en el comercio atlántico de esclavos, ya que la Costa de Oro brandeburguesa fue utilizada para el transporte de entre 17.000 y 30.000 esclavos africanos a las Américas entre 1682 y 1721. Para el año 1680, la Armada de Brandeburgo tenía casi treinta buques de guerra activos. Estos barcos eran utilizados principalmente para asegurar el control sobre rutas de comercio hostiles y el comercio marítimo, como bloqueos y para proporcionar una defensa naval, y también para proporcionar refuerzo en varias operaciones militares, que frecuentemente implicarían enfrentamientos con barcos enemigos.
En 1682, Federico Guillermo, príncipe elector de Brandeburgo, que estuvo intensamente involucrado en asuntos de la marina, aseguró para la Armada una base en Greetsiel, pero al año siguiente se trasladaron a Emden.
Federico Guillermo murió en 1688, y sus descendientes no tomaron interés por la Armada de Brandeburgo. Federico III y su nieto Federico el Grande reconocieron que nunca podrían competir directamente con las grandes potencias marítimas y se concentraron en su lugar en construir el mejor ejército en Europa mientras mantenían buenas relaciones con potencias navales como Dinamarca y los Países Bajos. Las colonias de ultramar fueron eventualmente vendidas a los holandeses en 1721. En 1701, Federico fue coronado Rey en Prusia, marcando un cambio de Brandeburgo a Prusia como el reino más importante de los Hohenzollern. La Armada de Brandeburgo, como consecuencia, fue fusionada con la Armada Prusiana ese mismo año.

## Barcos de la Armada de Brandeburgo

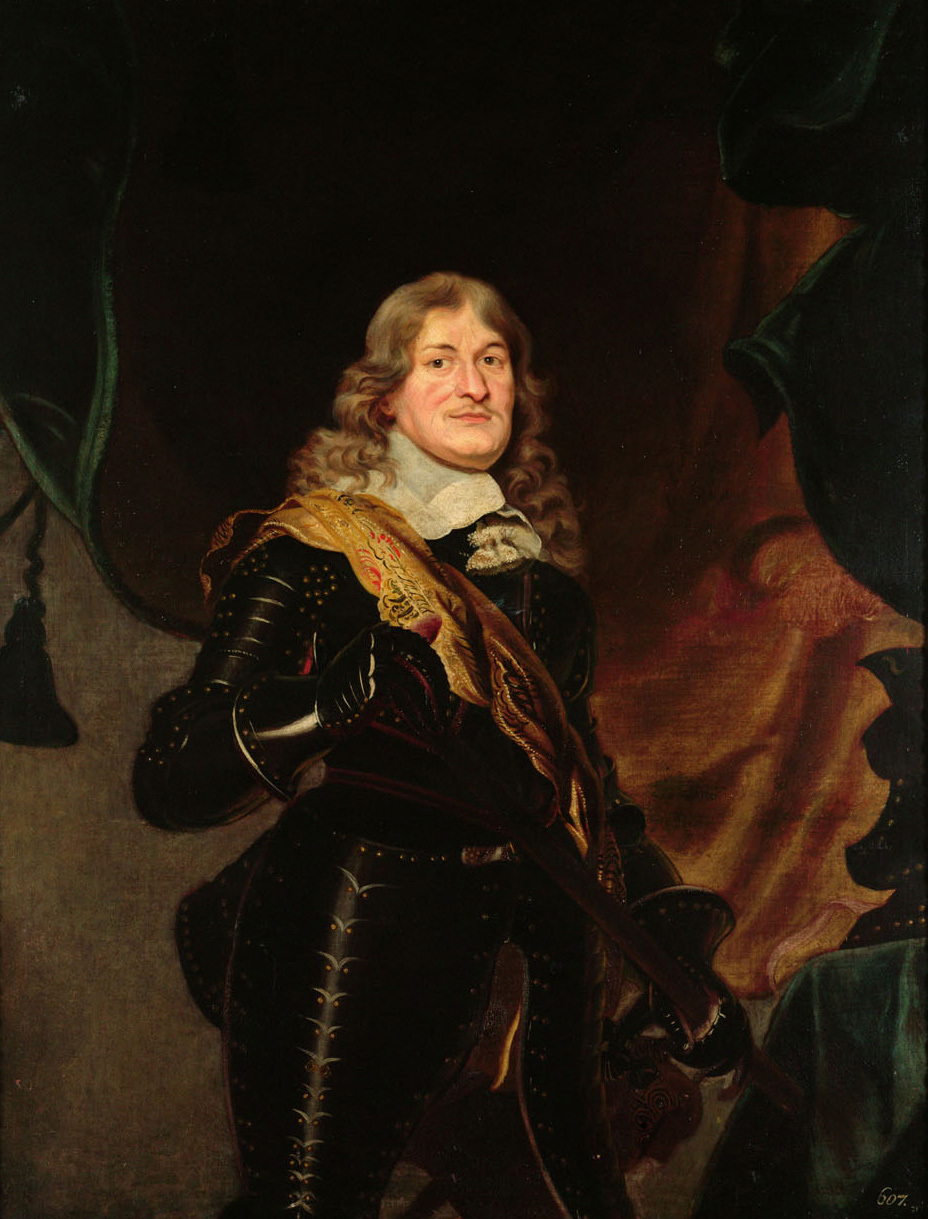
Federico Guillermo de Brandeburgo.

Lista de buques de la Armada de Brandeburgo:
- Friedrich Wilhelm zu Pferde (fragata)
- Berlin (fragata)
- Dorothea (fragata)
- Rother Löwe (fragata)
- Carolus Secundus (fragata)
- Kurprinz von Brandenburg (fragata)
- Chur Prinz (fragata)
- Morian (fragata)
- Wappen von Brandenburg (fragata)
- Bracke (yate)
- Große Jacht (yate)
- Wasserhund (buque de guerra)
- Fuchs (buque de guerra)
- Einhorn (buque de guerra)
- Printz Ludwig (buque de guerra)
- Falke (buque de guerra)
- Jean Baptista (buque de guerra)
- Marie (buque de guerra)
- Spandau (buque de guerra)
- Stern (buque de guerra)
- Princesse Maria